# طغرل (فیلم)
طغرل فیلمی به کارگردانی و نویسندگی سیامک یاسمی ساختهٔ سال ۱۳۵۱ است.

## خلاصه داستان
باج گیری به نام آقاجمال (محمد عرب)، که با دخترش فاطی (دلارام) و همسر دومش ملیحه (شهین) زندگی می کند، به کمک نوچه هایش (فرهاد حمیدی، حسن رضائی و فریدون نریمان) عرصه را بر اهالی محل تنگ کرده است. طغرل (سعید راد) با خروسی از سفر باز می گردد و در خانه ی عمو و زن عمویش ساکن می شود. پس از مدتی او و فاطی به هم علاقمند می شوند. طغرل پس از شکست دادن رقیب عشقی خود که یک تاجر ورشکسته (سیدعلی میری) است، فاطی را از آقاجمال خواستگاری می کند؛ اما جمال به او پاسخ منفی می دهد.

## بازیگران
- سعید راد
- دلارام
- شهین
- محمد عرب
- سرور رجایی
- کلارا استپانیانس
- زانیچ
- اکبر خواجوی
- اکبر جنتی شیرازی
- حسن رضایی
- فرهاد حمیدی
- فریدون نریمان
- یدالله محمدی‌نژاد
- علی میری